# Guitar Hero (saga de videojoc)
Guitar Hero (de vegades referenciat com GH) és una popular saga de videojocs musicals publicats per RedOctane en associació amb Activision. La principal característica del joc és el controlador en forma de guitarra que permet simular que s'està tocant gràcies als botons de trast que té. En títols posteriors es va ampliar amb la bateria i el micròfon per cantar. En la pantalla van apareixent les notes a tocar amb els instruments, i la sincronia amb les notes indicades permet acumular punts. Permet jugar de forma individual o amb dos jugadors de forma cooperativa o competitiva. La saga inclou gran quantitat de cançons de rock des dels anys 60, ja siguin amb llicència o independents.
El primer títol de la saga fou llançada al novembre de 2005 amb el nom Guitar Hero, i l'últim títol important és el Guitar Hero Live el 2015 com a setena entrega per a consoles. Paral·lelament es van publicar diverses expansions centrades en bandes concretes com Aerosmith, Metallica i Van Halen, una versió per a la consola Nintendo DS titulada Guitar Hero On Tour: Modern Hits. Per altra banda, també s'han llançat edicions per a telèfons mòbils. Una saga menor inclosa en la franquícia Guitar Hero són els títols DJ Hero i DJ Hero 2 que no utilitzen la guitarra sinó un tocadiscs per realitzar turntablism.
La franquícia "Guitar Hero" ha esdevingut un fenomen cultural i el joc és extremadament popular per a festes. Se n'han publicat diversos títols principals i nombroses expansions que inclouen les principals consoles (Nintendo DS, PlayStation 2, PlayStation 3, Wii, Xbox360) i ordinadors personals per Microsoft Windows i Mac. De tota la saga s'han venut més de 25 milions d'unitats al món i s'han descarregat uns 20 milions de cançons produint uns beneficis que superen els dos mil milions de dòlars. Aquest fet l'ha convertit en la tercera saga més important de la història dels videojocs per darrere de Mario i Madden NFL. El tercer títol de la saga, Guitar Hero III: Legends of Rock, fou el primer videojoc en superar el miler de milions en vendes.
Degut a les pobres vendes de la saga entre els anys 2009 i 2010, el febrer de 2011, Activision va pensar cancel·lar el desenvolupament de nous títols per la saga, però finalment va clarificar que havien decidit interrompre el desenvolupament de nous videojocs de la saga durant uns mesos. Després de cinc anys aturat, Activision va anunciar un nou títol pel 2015 titulat Guitar Hero Live amb la intenció de rellançar la franquícia.

## Història

### Harmonix (2005−2006)

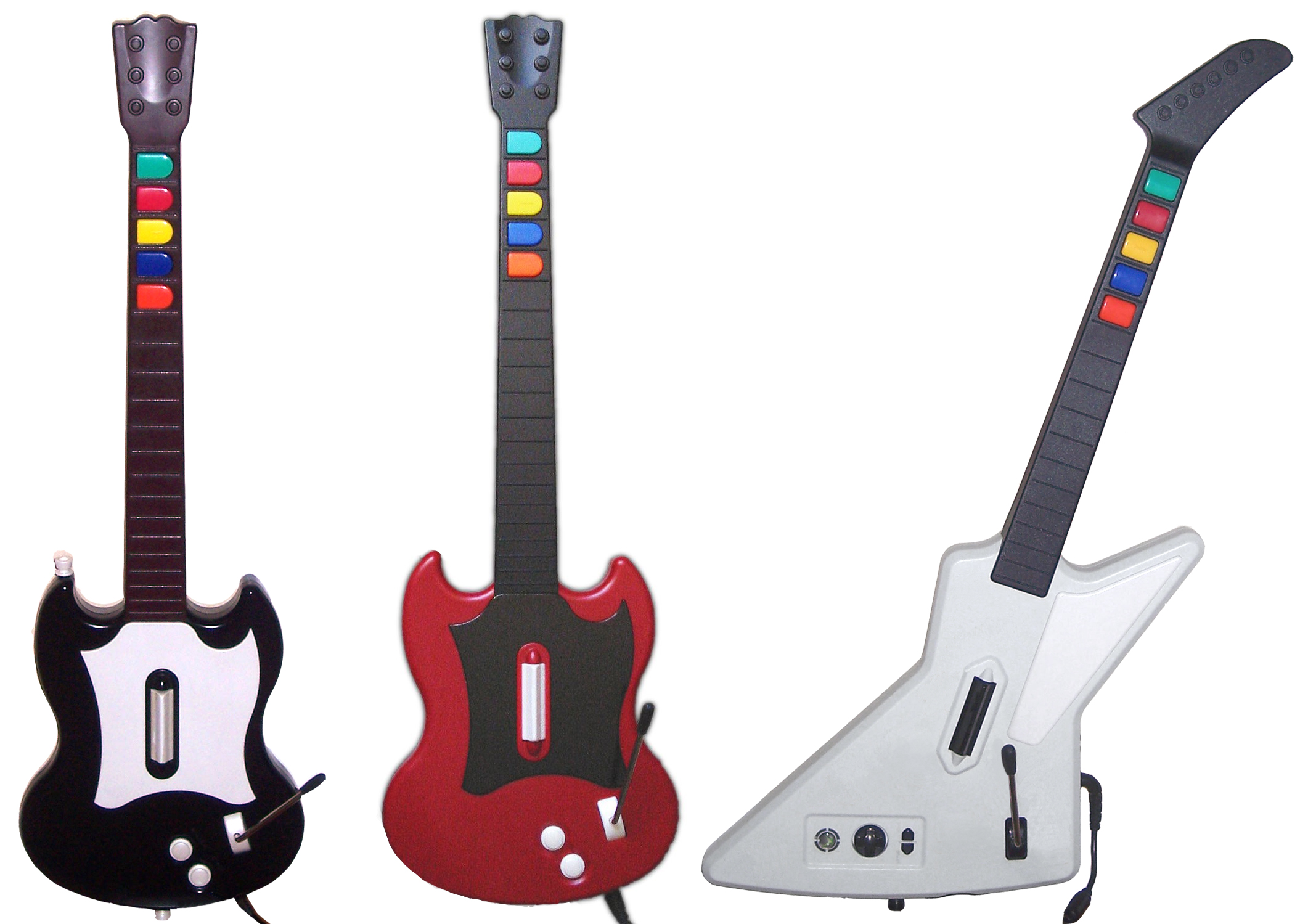
Els controladors en forma de guitarra: les dues primeres són Gibson SG per Guitar Hero i Guitar Hero II (PlayStation 2) i l'altra és una Gibson X-Plorer per Guitar Hero II (Xbox 360) i Guitar Hero III (PC)

La primera versió del Guitar Hero va ser llançada l'any 2005 per la consola PlayStation 2 per Harmonix. Aquesta empresa ja era coneguda per desenvolupar videojocs musicals com Frequency o Amplitude, també per PlayStation 2, que permetien crear música utilitzant un controlador DualShock com si fos un instrument musical.
La principal característica del joc és el controlador perifèric que recrea una Gibson SG negra i permet simular una guitarra verdadera a excepció dels botons de trast i la barra de "rascar" que substitueixen els trasts i les cordes. El desenvolupament del joc es va inspirar en el joc GuitarFreaks de Konami, que encara no era gaire coneguda als Estats Units, que ja tenia guitarres fabricades per RedOctane. Després del llançament, ja va rebre diversos premis pel seu inusual controlador i també per la banda sonora, composta per 47 cançons de rock.
La popularitat del joc va créixer amb el llançament de la segona versió, el Guitar Hero II, també per PlayStation 2, l'any 2006. Entre les noves funcions van destacar la millora del mode multijugador, la millora del sistema de reconeixement de notes i 64 noves cançons. Posteriorment va sortir la versió per la consola Xbox 360 (abril de 2007) amb un controlador diferent, la Gibson Explorer, i noves cançons. Es van vendre aproximadament 3 milions de còpies per en conjunt per les dues consoles i es va convertir en el cinquè videojoc més venut.
L'any 2006, la relació entre RedOctane i Harmonix es va trencar perquè van ser comprades per Activision i MTV Networks respectivament, de manera que Harmonix ja no podria desenvolupar més versions de Guitar Hero. L'empresa Neversoft, subsidiària de Activision, va ser escollida per continuar desenvolupant el joc.
Per la seva banda, Harmonix va decidir estendre la filosofia del joc i va començar a treballar en el joc Rock Band, crear controladors en forma de bateria, micròfons i altres instruments permetent als jugadors simular un verdadera banda musical. L'última versió de Guitar Hero desenvolupada per Harmonix va ser Guitar Hero Encore: Rocks the 80s, llançada el juliol de 2007 només per PlayStation 2. Aquesta versió no va tenir gaire èxit perquè només hi havia canvis visuals i molt poques cançons. Es considera que aquesta versió es va crear per obligació contractual, ja que Harmonix no volia seguir treballant en la saga després d'haver-ne perdut els drets pel futur.

### Activision (2006−2010)

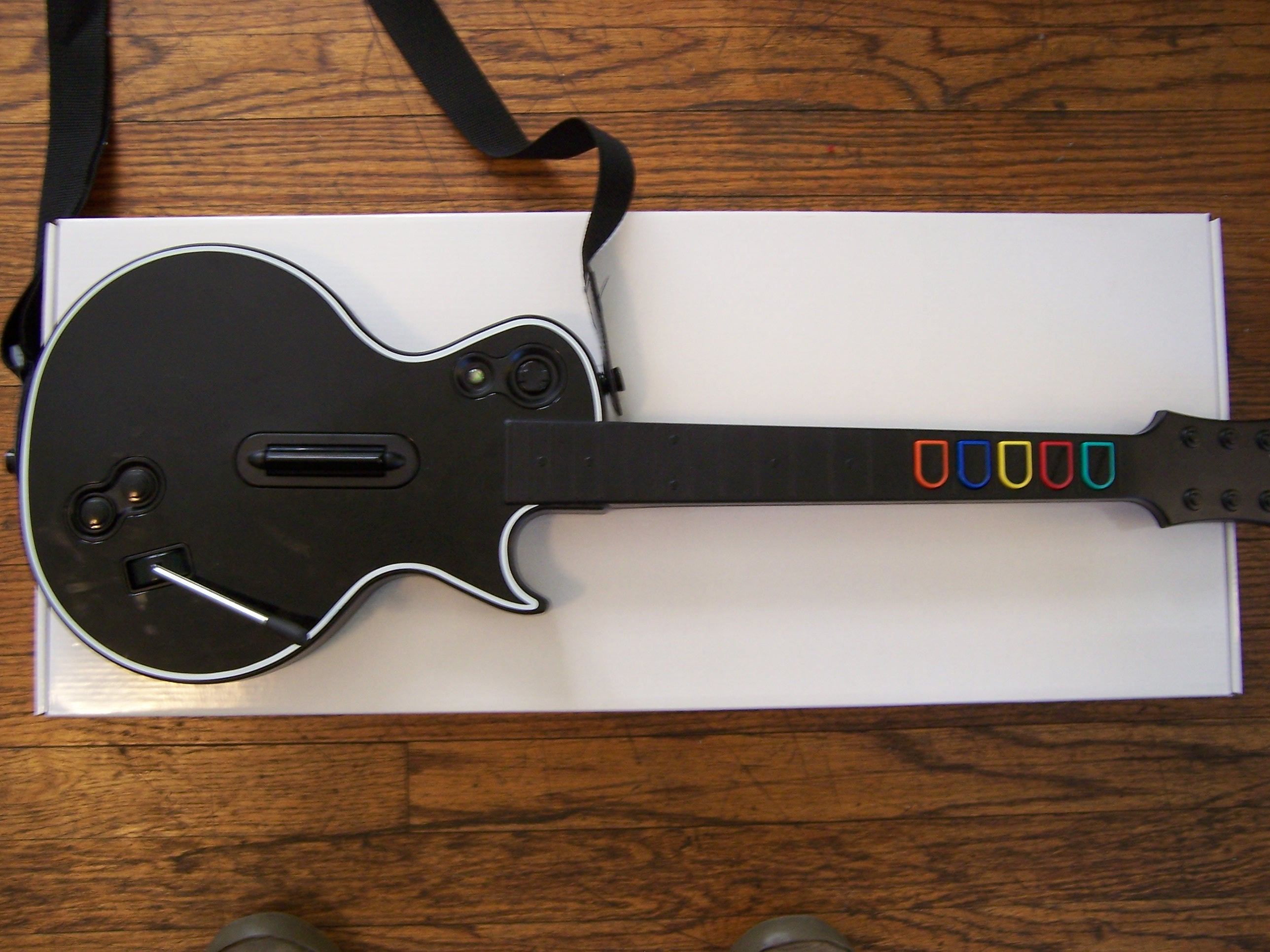
El controlador recreant una Gibson Les Paul inclòs en el joc Guitar Hero III: Legends of Rock per a Xbox 360 i PlayStation 3.

El primer títol de la saga creat per Neversoft va ser Guitar Hero III: Legends of Rock, llançat per les plataformes PlayStation 2, PlayStation 3, Xbox 360, Wii, Microsoft Windows i Mac. La gran novetat d'aquesta versió era que la guitarra era sense fils. A finals de l'any 2008 es va publicar el quart títol principal de la saga, el Guitar Hero World Tour. La gran novetat d'aquest videojoc fou l'ampliació dels controladors que permetien simular un grup de rock estàndard, es van afegir els la bateria i el micròfon. El desenvolupament d'aquesta edició segueix les petjades marcades pel joc Rock Band, creat per Harmonix, que era l'empresa que va iniciar la saga Guitar Hero. Una altra de les novetats va ser la possibilitat de crear les pròpies cançons i publicar-les mitjançant el servei "GHTunes". Bateries com Travis Barker, Stewart Copeland i Chad Smith ha participat en la creació del dispositiu en forma de bateria perquè aquest sigui més realista. També s'han afegit nous personatges caracteritzats mitjançant captures de moviment com Ted Nugent i Billy Corgan.
L'últim títol publicat és el Guitar Hero: Warriors of Rock, amb el principal objectiu de convertir retornar la saga als seus orígens musicals. No es van afegir nous instruments, sinó que van reestructurar el mode principal de joc amb el nom de mode Quest.

### Declivi i interrupció (2010−2015)
El resultat de l'expansió de la saga junt a la proliferació de videojocs fou la saturació del mercat, i l'aparició de la recessió global 2008-2012 van provocar un important descens de les vendes. Els darrers títols de la saga no van complir l'expectació generada i ni tan sols van arribar a la meitat dels objectius marcats pels distribuïdors. Tan RecOctane com Neversoft van finalitzar el desenvolupament de Guitar Hero: Warriors of Rock (2010), l'últim títol que tenien encarregat per Activision, però un cop finalitzat, ambdós estudis van ser tancats, els recursos humans més importants van tornar a l'empresa matriu, i tots els projectes i recursos dedicats al desenvolupament es van transferir a Vicarious Visions, un altre estudi depenent d'Activision, que s'havia encarregat del desenvolupament del videojoc per Wii i Nintendo DS. El novembre de 2010, també va tancar Budcat Creations, aquesta filial era responsable del desenvolupament dels videojocs per la consola PlayStation 2. Activision va anunciar finalment la desmantelació dels diversos equips dedicats al Guitar Hero i la cancel·lació del títols programats de la saga, inclosa la saga DJ Hero. El vicepresident de l'empresa, Dan Winters, va indicar que havien pres aquesta decisió per la poca projecció de futur que tenia en els pròxims anys, i que interrompien el seu desenvolupament durant anys a l'expectativa de l'evolució del mercat de videojocs.

### Reactivació (2015−present)
A l'abril de 2015, Activicion va anunciar una nova entrega de la saga, titulat Guitar Hero Live, que fou desenvolupat per l'estudi intern FreeStyleGames. La intenció era reiniciar la saga amb la nova generació de consoles. Un dels canvis més importants fou el redisseny dels controladors, de manera que va desaparèixer la guitarra de cinc botons i fou substituïda per una guitarra de sis botons, concretament dues files de tres, que permetia una digitació més semblant a les guitarres reals. El videojoc contenia dos modes de jocs: el mode carrera i el mode online, anomenat GHTV. El primer era el mode tradicional del videojoc mentre que el segon utilitzava un canal de videoclips que permetia tocar cançons via streaming, deixant de banda la descàrrega de material que s'havia utilitzat anteriorment. La seva publicació es va produir a l'octubre de 2015.
Malgrat els esforços realitzats per Activicion per rellançar la saga, les vendes no van complir les expectatives generades. El gener de 2017, Ubisoft va adquirir FreeStyleGames i els drets sobre la saga sense indicar res sobre el seu futur.

## Videojocs

### Títols principals
El videojoc original que dona títol a la saga fou publicat el novembre de 2005 només per PlayStation 2. El Guitar Hero venia acompanyat d'un controlador perifèric en forma del model de guitarra Gibson SG de color negre, que permetia al jugador simular que estava tocant una guitarra real, tenint en compte que les cordes i els trasts eren substituïts per cinc botons i una barra de "rascar". El concepte del controlador es va basar en el videojoc Guitar Freaks de Konami, aprofitant que aquest videojoc no tenia gaire popularitat en el mercat nord-americà. El videojoc va rebre molt bones crítiques, bàsicament per la innovació que suposava el controlador en forma de guitarra i per la qualitat de la banda sonora que presentava. En total incorporava 47 cançons, la majoria eren versions de cançons populars de la dècada dels anys 60. Aproximadament es va arribar a la xifra del milió i mig de còpies.
La popularitat de la saga es va incrementar dràsticament amb l'aparició del segon títol, Guitar Hero II (2006), originalment també només per PlayStation 2. Es podia adquirir tan per separat com en un lot amb un controlador en forma de Gibson SG vermella. La principal millora d'aquest títol fou la jugabilitat en el mode multijugador. Al cap d'un any va aparèixer la versió per Xbox 360 (2007) amb una guitarra Gibson Explorer. Entre les dues versions es van superar els tres milions d'unitats venudes.

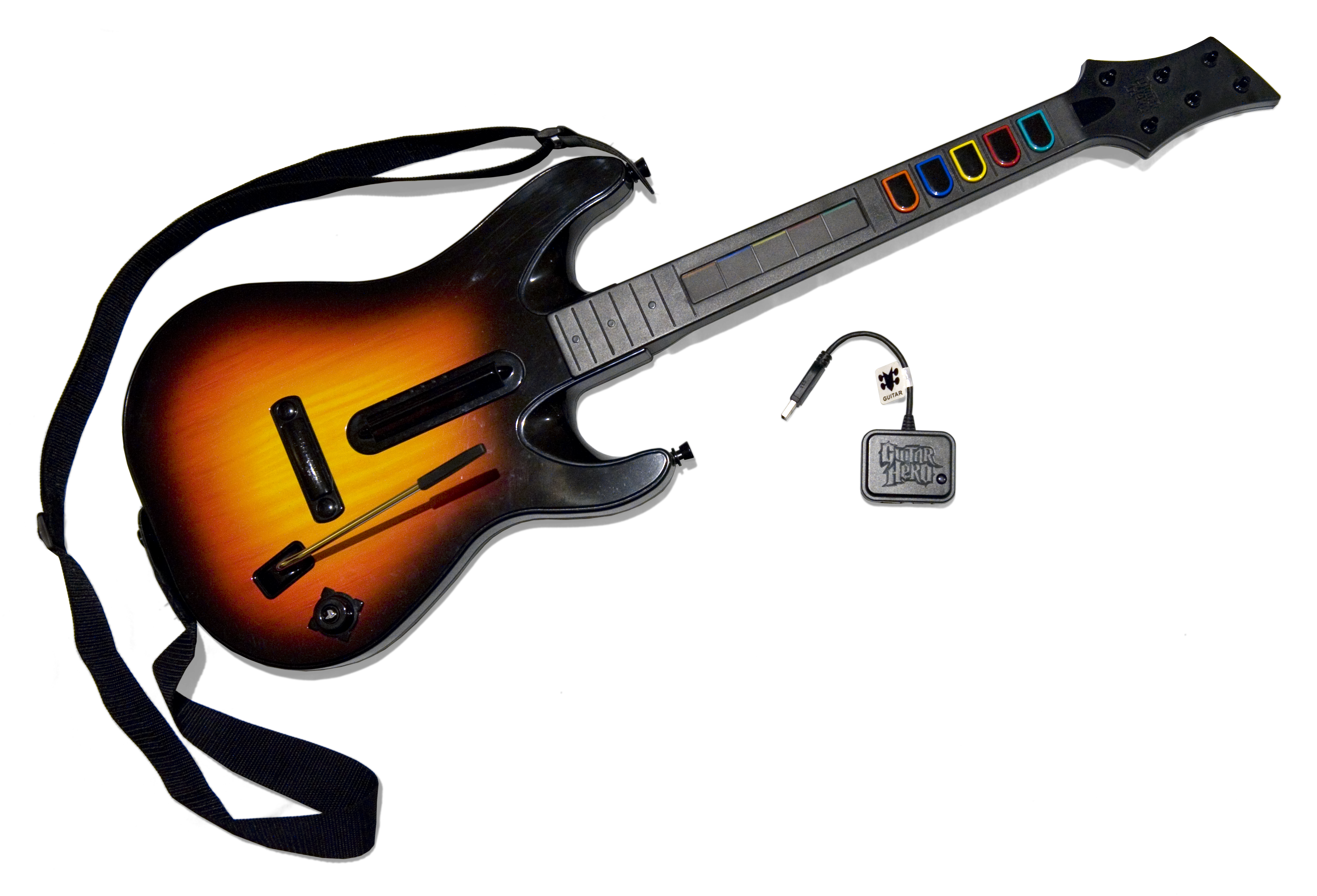
Controlador de guitarra del Guitar Hero World Tour per PlayStation 3. A diferència dels anteriors, aquest controlador no està basat en cap guitarra real.

A finals del 2007 es va presentar el següent títol, Guitar Hero III: Legends of Rock, per totes les consoles importants: Xbox 360, PlayStation 2, PlayStation 3, Microsoft Windows, Mac OS X i Wii. En aquest darrer cas, el seu comandament (Wii Remote) anava incorporat en la guitarra, de manera que era sense fils. El controlador que incorporava el videojoc, independentment de la versió, representava una Gibson Les Paul. Presentava els guitarristes Slash i Tom Morello com a personatges seleccionables a banda dels ficticis ja existents. Ambdós músics van realitzar captures de moviments per tal d'animar els personatges en el joc.
El Guitar Hero World Tour va aparèixer el 26 d'octubre de 2008 per totes les consoles importants amb la intenció de competir amb el videojoc Rock Band, ja que ampliava el nombre d'instruments. A banda de la guitarra es podia utilitzar una bateria i un micròfon, podent-se adquirir només el videojoc o tot el pack complet d'instruments. Molts músics importants van ser inclosos com a personatges disponibles en el videojoc, per exemple Jimi Hendrix, Billy Corgan, Hayley Williams, Zakk Wylde, Ted Nugent, Travis Barker, Sting i Ozzy Osbourne. Una altra nova opció va ser que els usuaris podien crear cançons i compartir-les amb altres jugadors.
El cinquè títol principal fou el Guitar Hero 5, que va sortir al mercat el setembre de 2009. La banda sonora del videojoc estava formada per un total de 85 cançons de 83 artistes diferents. Es van incloure nous modes de joc, destacant el Party Mode, on els jugadors podien afegir o treure dificultats enmig de la cançó. Els nous artistes incloses com a personatges foren Johnny Cash, Matt Bellamy, Carlos Santana, Kurt Cobain i Shirley Manson.
Guitar Hero: Warriors of Rock fou el sisè títol de la saga, publicat el setembre de 2010, tot just un any després de l'anterior. Aquest videojoc intentava retornar a les arrels de la saga, tot i que es seguia donant la possibilitat de jugar amb tota la banda completa, la banda sonora estava focalitzada en la música rock and roll i amb especial èmfasi per la guitarra. Incorporava un nou mode de joc "Quest Mode" que comptava amb la narració de Gene Simmons. Fou el darrer desenvolupat per Neversoft, ja que poc després es va dissoldre a causa dels mals resultats a nivell de vendes, no tan per la qualitat del joc sinó per la saturació del mercat pel que fa a videojocs musicals.
Després de cinc anys de descans, Activision va tornar a publicar un nou títol de la saga anomenat Guitar Hero Live a finals de 2015. Aquest videojoc va retornar realment als orígens, ja que es va tornar a centrar bàsicament en la guitarra principal però totalment redissenyada. El nou controlador substituïa la renglera de cinc botons que simulaven els trasts per dues files de tres botons, incorporant un botó més que representava les sis cordes de la guitarra. Això significava una que la simulació era una mica més real alhora que també més complexa, que permetia tenir una experiència més immersiva que els controladors anteriors.

### Expansions

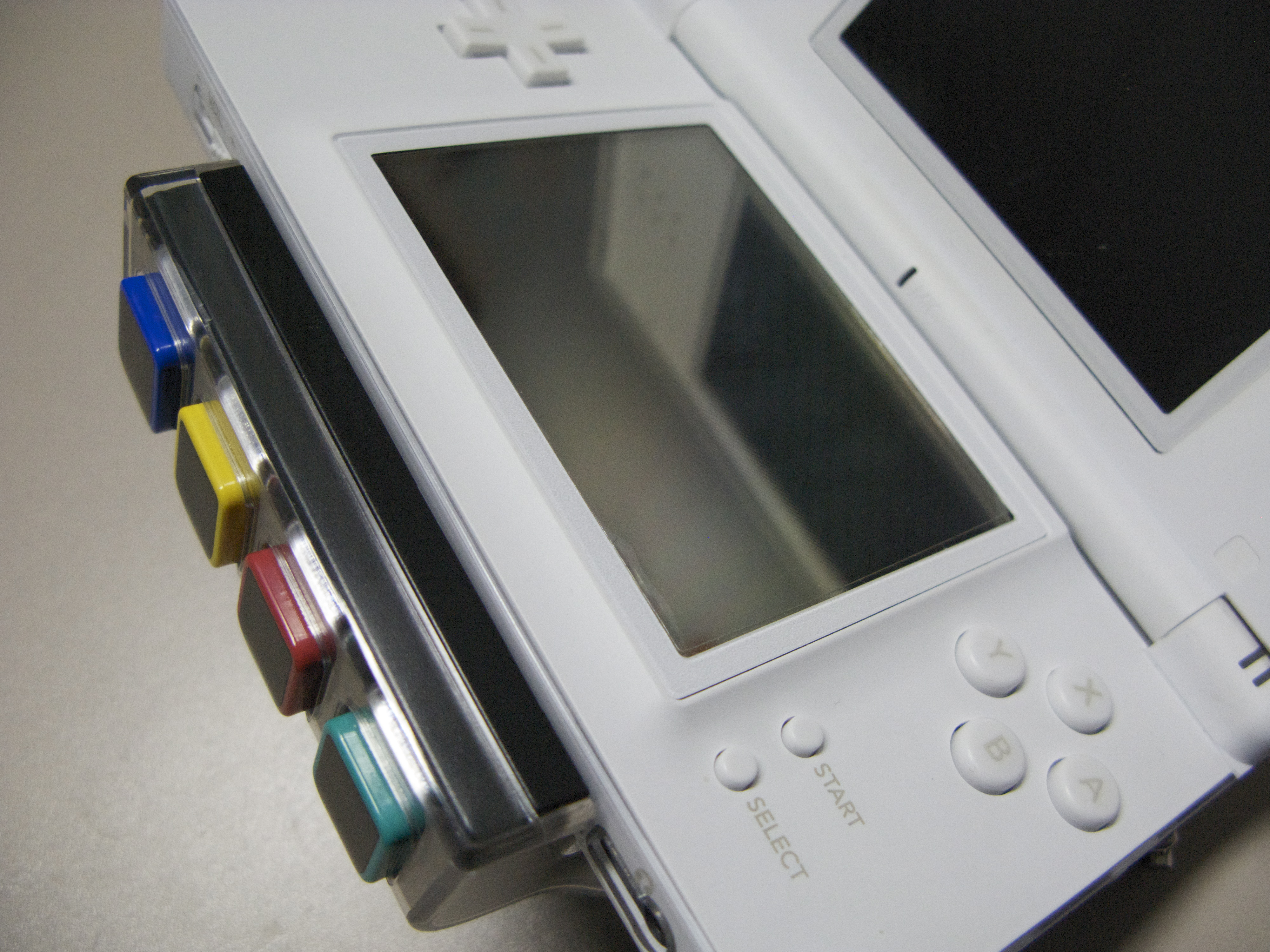
Nintendo DS amb el Guitar Grip acoblat.

La primera expansió de la saga fou el Guitar Hero Encore: Rocks the 80s per la PlayStation2, al juliol de 2007, i que fou el darrer títol desenvolupat per Harmonix, adquirida per MTV Games. Com indica el títol, la banda sonora es va dedicar a la dècada del 1980. En el 2008 es va llançar l'expansió Guitar Hero: Aerosmith, el primer dedicat a una banda concreta, en aquest cas el grup de rock Aerosmith. Aquesta versió incloïa un repertori format per un 60% de cançons pròpies d'Aerosmith o altres cançons creades pel seu guitarrista Joe Perry. Neversoft va desenvolupar les versions per Xbox 360 i PlayStation 3, mentre que Vicarious Visions la de Wii, i Budcat Creations per PlayStation 2.
El següent any es va llançar una nova expansió titulada Guitar Hero: Metallica i dedicada a la banda rock dur Metallica, utilitzant els controladors de la banda completa que va presentar Guitar Hero World Tour. Aquesta versió contenia una llista de cançons pròpies de Metallica i d'altres grups seleccionades pels seus membres. Addicionalment, el nou àlbum de Metallica, Death Magnetic, es va afegir com a material descarregable pel Guitar Hero III, que també era compatible pel Guitar Hero World Tour i Guitar Hero: Metallica. Una nova característica del videojoc és la inclusió del mode "Expert+" per la bateria que permetia implementar el pedal doble. Poc després es va publicar el Guitar Hero: Greatest Hits (en alguns països Guitar Hero Smash Hits) que era una compilació de les millors cançons de les edicions més antigues. Aquestes edicions només estaven disponibles per la guitarra i el baix, i en aquesta expansió es van adaptar les cançons als nous instruments afegits posteriorment, bateria i micròfon, a més de millorar el baix.
El següent videojoc d'expansió fou Guitar Hero: Van Halen, publicat el desembre 2009 i dedicada al grup Van Halen. La banda sonora estava formada per 25 cançons del grup, incloent tres solos de guitarra realitzats per Eddie Van Halen, i 19 cançons més d'altres bandes convidades com Queen, Weezer, Blink-182, Foo Fighters, The Offspring i Queens of the Stone Age. Un nou títol fou el Band Hero que va incloure grans hits per un públic familiar i per tots els instruments afegits en el Guitar Hero 5. Es va desenvolupar per la Nintendo DS, que utilitzava el dispositiu "Guitar Hero On Tour Guitar Grip" per simular la interpretació dels instruments. La cantant Taylor Swift i la banda No Doubt al complet es van afegir com a personatge en el videojoc.
A finals de l'any 2009 es va desenvolupar una nova adaptació de la saga que s'apartava de l'original, el DJ Hero. Aquesta videojoc deixava de banda els instruments típics de bandes de rock i se centrava en les accions dels discjòqueis i en el turntablism. S'incloïa un nou dispositiu per realitzar les remescles, format per botons per activar els beats, ajustar el crossfader per mesclar dues cançons i realitzar scratch. El desenvolupament va comptar amb la col·laboració de famosos DJs com: DJ Shadow, DJ Z-Trip, DJ AM, Cut Chemist, DJ Jazzy Jeff, Grandmaster Flash, Daft Punk o Eminem; que també van realitzar algunes de les remescles que oferia la banda sonora del videojoc. Al següent any van presentar una seqüela titulada DJ Hero 2, que incloïa més de 70 mashups d'un 85 artistes. Es van afegir diversos nous modes de joc com un nou mode carrera, un mode de batalla entre DJs o un nou mode multijugador. També va incloure més opcions vocals per cantar i rapejar en les cançons.

### Versions portàtils
Una altra línia de desenvolupament fou la creació d'un videojoc per la consola Nintendo DS amb el nom Guitar Hero: On Tour, desenvolupat per Vicarious Visions i publicat el juny de 2008. Per aquesta consola es va dissenyar un nou dispositiu perifèric per ser adaptat a la consola portàtil i poder simular la jugabilitat de les consoles principals. Aquest dispositiu anomenat "Guitar Grip" és una empunyadura acoblada a la consola que disposa només de quatre botons de trast, d'una corretja perquè la Nintendo DS pugui ser observada en tot moment per facilitar la jugabilitat i d'un llapis òptic en forma de pua de guitarra. La primera seqüela, anomenada Guitar Hero On Tour: Decades, es va llançar a finals de l'any 2008 amb una banda sonora formada per música de les darreres quatre dècades del segle xx. La següent es va titular Guitar Hero On Tour: Modern Hits i es va publicar al juny de 2009 amb cançons posteriors a l'any 2000. Aquestes dues edicions permeten que dos jugadors puguin competir entre ells independentment de la versió i poden compartir les cançons.
El Band Hero també va ser portat a la consola Nintendo DS per Vicarious Visions, estenent la jugabilitat amb la bateria i la veu. Per la bateria s'utilitza un adaptador nou, conegut com a "drum skin", amb quatre botons que simulen quatre tambors de la bateria, i per la veu s'utilitza el micròfon que incorpora la DS. Aquest perifèric per la bateria no és compatible amb versions anteriors de la DS. El videojoc presenta un mode de joc que permet que quatre jugadors connectin les respectives consoles en una xarxa sense fils local i combinar tots els instruments de la banda.

### Versions per mòbil
Durant el 2007 es va publicar la versió Guitar Hero III Mobile per a telèfons mòbils de Verizon i BlackBerry, desenvolupada per MachineWorks Northwest LLC i distribuïda per Hands-On Mobile. La versió bàsica va incloure 15 cançons de Guitar Hero II i Guitar Hero III, i des del gener de 2008 va aparèixer un paquet de tres cançons mensualment. Aquest títol ha tingut més d'un milió de descàrregues des del seu llançament. Una altra versió per telèfons mòbils ha estat llançada amb el títol Guitar Hero III: Backstage Pass el juliol de 2008, on a part dels elements usuals de la saga, es va afegir la simulació d'administració i gestió d'un grup de música per portar-lo a l'èxit. També van aparèixer les versions de Guitar Hero World Tour i Guitar Hero 5, publicades a finals de 2008 i 2009 respectivament, que incorporaven l'expansió d'instruments a la banda completa. Aquestes darreres versions van ser desenvolupades per Glu Mobile.

### Altres versions
Activision i Konami van treballar conjuntament per adaptar la saga per consoles arcade a partir de les patents que tenia Konami relacionades amb videojocs musical. El producte final fou Guitar Hero Arcade i es va distribuir a partir de 2009. Estava basat en el Guitar Hero III però reduint diverses característiques i modes de joc. El videojoc va ser analitzat per l'American Society of Composers, Authors and Publishers (ASCAP), ja que considerava que era equivalent a una actuació pública, i que per tant havia de pagar taxes addicionals per aquest motiu.

### Cronologia
| Any                | Títol                             | Desenvolupador(s)                                                                        | Plataforma | Plataforma | Plataforma | Plataforma | Plataforma | Plataforma | Plataforma | Plataforma | Plataforma | Plataforma | Plataforma | Plataforma |
| Any                | Títol                             | Desenvolupador(s)                                                                        | PS2        | PS3        | PS4        | X 360      | X One      | Wii        | Wii U      | Win        | Mac        | DS         | Mòbil      | Altres     |
| ------------------ | --------------------------------- | ---------------------------------------------------------------------------------------- | ---------- | ---------- | ---------- | ---------- | ---------- | ---------- | ---------- | ---------- | ---------- | ---------- | ---------- | ---------- |
| Títols principals  |                                   |                                                                                          |            |            |            |            |            |            |            |            |            |            |            |            |
| 2005               | Guitar Hero                       | Harmonix                                                                                 | Sí         | No         | No         | No         | No         | No         | No         | No         | No         | No         | No         | No         |
| 2006               | Guitar Hero II                    | Harmonix                                                                                 | Sí         | No         | No         | Sí         | No         | No         | No         | No         | No         | No         | No         | No         |
| 2007               | Guitar Hero III: Legends of Rock  | Neversoft (X360/PS3) Aspyr Media (PC/Mac) Vicarious Visions (Wii) Budcat Creations (PS2) | Sí         | Sí         | No         | Sí         | No         | Sí         | No         | Sí         | Sí         | No         | No         | No         |
| 2008               | Guitar Hero World Tour            | Neversoft (X360/PS3) Aspyr Media (PC/Mac) Vicarious Visions (Wii) Budcat Creations (PS2) | Sí         | Sí         | No         | Sí         | No         | Sí         | No         | Sí         | Sí         | No         | No         | No         |
| 2009               | Guitar Hero 5                     | Neversoft (X360/PS3) Vicarious Visions (Wii) Budcat Creations (PS2)                      | Sí         | Sí         | No         | Sí         | No         | Sí         | No         | No         | No         | No         | No         | No         |
| 2010               | Guitar Hero: Warriors of Rock     | Neversoft (X360/PS3) Vicarious Visions (Wii)                                             | No         | Sí         | No         | Sí         | No         | Sí         | No         | No         | No         | No         | No         | No         |
| 2015               | Guitar Hero Live                  | FreeStyleGames                                                                           | No         | Sí         | Sí         | Sí         | Sí         | No         | Sí         | No         | No         | No         | Sí         | No         |
| Centrats en bandes |                                   |                                                                                          |            |            |            |            |            |            |            |            |            |            |            |            |
| 2008               | Guitar Hero: Aerosmith            | Neversoft (X360/PS3) Aspyr Media (PC/Mac) Vicarious Visions (Wii) Budcat Creations (PS2) | Sí         | Sí         | No         | Sí         | No         | Sí         | No         | Sí         | Sí         | No         | No         | No         |
| 2009               | Guitar Hero: Metallica            | Neversoft                                                                                | Sí         | Sí         | No         | Sí         | No         | Sí         | No         | No         | No         | No         | No         | No         |
| 2009               | Guitar Hero: Van Halen            | Neversoft Underground Development (X360)                                                 | Sí         | Sí         | No         | Sí         | No         | Sí         | No         | No         | No         | No         | No         | No         |
| Expansions         |                                   |                                                                                          |            |            |            |            |            |            |            |            |            |            |            |            |
| 2007               | Guitar Hero Encore: Rocks the 80s | Harmonix                                                                                 | Sí         | No         | No         | No         | No         | No         | No         | No         | No         | No         | No         | No         |
| 2009               | Guitar Hero: Greatest Hits        | Beenox Studios                                                                           | Sí         | Sí         | No         | Sí         | No         | Sí         | No         | No         | No         | No         | No         | No         |
| 2009               | Band Hero                         | Neversoft (X360/PS3) Vicarious Visions (Wii/DS) Budcat Creations (PS2)                   | Sí         | Sí         | No         | Sí         | No         | Sí         | No         | No         | No         | Sí A       | No         | No         |
| DJ Hero            |                                   |                                                                                          |            |            |            |            |            |            |            |            |            |            |            |            |
| 2009               | DJ Hero                           | FreeStyleGames                                                                           | Sí         | Sí         | No         | Sí         | No         | Sí         | No         | No         | No         | No         | No         | No         |
| 2010               | DJ Hero 2                         | FreeStyleGames                                                                           | No         | Sí         | No         | Sí         | No         | Sí         | No         | No         | No         | No         | No         | No         |
| Jocs portàtils     |                                   |                                                                                          |            |            |            |            |            |            |            |            |            |            |            |            |
| 2008               | Guitar Hero: On Tour              | Vicarious Visions                                                                        | No         | No         | No         | No         | No         | No         | No         | No         | No         | Sí B       | No         | No         |
| 2008               | Guitar Hero On Tour: Decades      | Vicarious Visions                                                                        | No         | No         | No         | No         | No         | No         | No         | No         | No         | Sí B       | No         | No         |
| 2009               | Guitar Hero On Tour: Modern Hits  | Vicarious Visions                                                                        | No         | No         | No         | No         | No         | No         | No         | No         | No         | Sí B       | No         | No         |
| Mòbils             |                                   |                                                                                          |            |            |            |            |            |            |            |            |            |            |            |            |
| 2007               | Guitar Hero III Mobile            | Machineworks Northwest                                                                   | No         | No         | No         | No         | No         | No         | No         | No         | No         | No         | Sí         | No         |
| 2008               | Guitar Hero III Backstage Pass    | Machineworks Northwest                                                                   | No         | No         | No         | No         | No         | No         | No         | No         | No         | No         | Sí         | No         |
| 2008               | Guitar Hero World Tour Mobile     | Machineworks Northwest                                                                   | No         | No         | No         | No         | No         | No         | No         | No         | No         | No         | Sí         | No         |
| 2009               | Guitar Hero 5 Mobile              | Glu Mobile                                                                               | No         | No         | No         | No         | No         | No         | No         | No         | No         | No         | Sí         | No         |
| Altres             |                                   |                                                                                          |            |            |            |            |            |            |            |            |            |            |            |            |
| 2007               | Guitar Hero Carabiner             | Basic Fun, Inc.                                                                          | No         | No         | No         | No         | No         | No         | No         | No         | No         | No         | No         | Sí         |
| 2009               | Guitar Hero Arcade                | Raw Thrills                                                                              | No         | No         | No         | No         | No         | No         | No         | No         | No         | No         | No         | Sí         |
| 2010               | Guitar Hero (iOS)                 | Vicarious Visions                                                                        | No         | No         | No         | No         | No         | No         | No         | No         | No         | No         | Sí         | Sí         |

- Nota A:  Compatible només amb Nintendo DS Lite, però no amb la DSi ni la 3DS perquè no tenen la ranura SLOT-2 que permet connectar perifèrics com la pua Guitar Grip.
- Nota B:  Compatible amb Nintendo DSi i Nintendo 3DS perquè tenen la ranuna SLOT-2.

## Jugabilitat
El sistema de joc és rítmic, basat en els antics jocs que va crear Harmonix per PlayStation 2 anomenats Frequency i Amplitude. Es pot jugar amb el controlador estàndard de la consola però és recomanable fer-ho amb el controlador guitarra que acompanya el joc, sobretot en nivells més elevats de dificultat. El joc permet canviar les notes de costat de manera que s'adapta tant a jugadors dretans com esquerrans. Les guitarres contenen cinc botons de trast al final del mànec (verd, vermell, groc, blau i taronja), una barra de "rascar" per marcar el so d'una nota, una palanca de vibració, i altres botons de navegació pels menús del joc.
Quan comença una cançó, apareix a la pantalla el mànec d'una guitarra en posició vertical, de manera que els trasts apareixen en posició horitzontal. Mentre la cançó va avançant, van apareixent les notes de diferents colors que indiquen quins botons de trast s'han de prémer i en quin moment s'han de marcar les notes. Els cinc colors dels marcadors coincideixen amb els colors dels cinc botons del trast que té el controlador. Igualment que el funcionament d'una guitarra convencional, mentre es prem el botó de trast, cal prémer també la barra de "rascar" just al moment adequat per fer sonar la nota. A la banda dreta de la pantalla hi apareix el "Rock Meter" (es podria traduir com "rockómetre") que indica l'èxit de l'actuació. Conté tres seccions de color (vermell, groc i verd) i una broca que assenyala a una de les zones segons si el jugador toca més bé o més malament. Quan el "Rock Meter" arriba a la part baixa de la secció vermella (indicant que el jugador toca molt malament), la cançó s'atura automàticament i el jugador és esbroncat pel públic. A la banda esquerra hi apareix la puntuació i el multiplicador de punts. Després d'una sèrie llarga de notes ben tocades, el multiplicador va pujant de manera que per cada nota s'aconsegueixen més punts, fins que es produeix un error i torna a començar. Tocant bé deu notes consecutives, el multiplicador és dos, després de vint és tres i després de trenta és quatre.
Alguns segments de les cançons són especials perquè tenen notes intenses i estan marcades com a estrelles. Quan es toca correctament un d'aquests segments, s'omple part del "Star Power Meter" (mesurador de potència estel·lar). Mentre es toca un segment especial, es pot aconseguir més potència utilitzant la palanca de vibració. Quan el "Star Power Meter" està almenys mig omplert, el jugador pot activar la "Star Power" (potència estel·lar) sacsejant la guitarra verticalment. Un cop activat, el multiplicador de punts dobla el seu valor fins que s'esgota la potència acumulada.
Les notes de la cançó poden ser individuals o en forma d'acord, compostes de dos a quatre notes, i també poden ser puntuals o sostingudes. Els botons de les notes es poden mantenir premuts encara que no s'estigui que no s'estigui tocant, en canvi, la barra de "rascar" només es pot prémer quan s'indica una nota. Durant una nota sostinguda, el jugador pot utilitzar la palanca de vibració per alterar el to de la nota. El joc també suporta algunes tècniques com els "hammer-ons" i els "pull-offs" per tal de tocar sèries de notes molt ràpides només canviant els botons de trast sense haver d'utilitzar la barra de "rascar". Aquestes notes estan marcades a la pantalla amb un perfil blanc en lloc del negre normal.
El joc conté quatre nivells de dificultat que es diferencien en la quantitat de botons de trast a utilitzar i en la quantitat de notes que s'han de tocar. Els quatre nivells de dificultat de cada cançó aporten al jugador una corba d'aprenentatge per ajudar a millorar la tècnica i l'habilitat. El nivell fàcil es toca amb tres botons de trast (verd, vermell i groc) i la quantitat de notes és força reduïda. El nivell normal afegeix el quart botó de trast (blau) i el nivell difícil afegeix el cinquè (taronja) afegint més notes. L'addició del cinquè botó força al jugador a moure els dits pel mànec de la guitarra per poder tocar les cinc notes. El màxim nivell, l'expert, afegeix noves notes per intentar simular que es toca una guitarra real. Amb el llançament del Guitar Hero: Metallica es va afegir un nou nivell de dificultat superior anomenat "Extert+". Aquest nivell de dificultat es va implementar exclusivament per la bateria afegint un nou pedal a causa que amb un sol pedal no es podien reproduir totes les notes del bombo.
El joc permet escollir el mode de joc i qualsevol nivell de dificultat de bon principi, mentre que el guitarrista i l'escenari es poden escollir sempre hi quan s'hagin desbloquejat o comprat segons els cas. Mentre s'està tocant la cançó, al fons de la pantalla hi apareix el personatge seleccionat amb la resta de la banda simulant que estan tocant la cançó en l'escenari també escollit. La reacció del públic es basa en la qualitat de l'actuació (segons el que indica el "Rock Meter").

### Mode carrera
Es tracta del principal mode de joc, on el jugador, juntament amb la seva banda, ha de superar una sèrie d'etapes fins al final del joc. Cada etapa representa un escenari o local fictici que conté una llista de quatre a sis cançons. Quan es supera un cert nombre de cançons d'un escenari, es desbloquegen les cançons del següent, i així fins a l'últim. Segons la puntuació aconseguida i el nombre d'errors realitzats en tocar una cançó, el joc valora l'actuació amb tres, quatre o cinc estrelles.
El jugador pot escollir el seu personatge, la guitarra i l'escenari entre els que s'han desbloquejat (o comprat alguns). El personatge escollit serà el guitarrista principal del grup, la resta de components de la banda són sempre els mateixos. Quan es toca correctament una cançó i quan es completa un escenari, el jugador guanya diners per poder comprar a la botiga del joc (The Store). En la botiga hi ha disponibles nous personatges, cançons extres i altres materials addicionals com guitarres i nous estils tant pels personatges com per les guitarres.

### Multijugador
El mode multijugador ofereix la possibilitat d'enfrontar a dos jugadors. En aquest cas, a la pantalla hi apareixen dos mànecs de guitarra, un per cada jugador, i segons el mode de joc les notes poden ser iguals o diferents. Cada jugador té el seu propi marcador i "Star Power Meter". Pel que fa al "Rock Meter", només n'hi ha un però en aquest cas està dividit en dues seccions per indicar quin dels dos jugadors està guanyant i amb quin avantatge. Al final de la cançó guanya el jugador que ha sumat més punts.
El successives versions es va millorar el mode multijugador afegint-ne noves possibilitats. En el Guitar Hero II van aparèixer el cooperatiu, el duel i el duel pro, i en el Guitar Hero III i el mode batalla.
- Cooperatiu. Un dels jugadors s'encarrega de la guitarra principal i l'altre del baix o de la guitarra rítmica segons la cançó. Ambdós jugadors comparteixen la puntuació, el "Rock Meter", el "Star Power Meter" i el multiplicador. Aquest mode es juga igual que el mode carrera individual però la quantitat d'escenaris a superar és més reduïda. Els jugadors també poden ser eliminats si toquen malament la cançó de la mateixa forma que en el mode individual, i per activar la potència estel·lar cal que ho facin ambdós jugadors alhora.

- Duel (o Face-Off). Es tracta del mateix mode multijugador que oferia la primera versió del Guitar Hero. Cada jugador pot escollir un nivell de dificultat independent i es van alternant les seccions de tocar la guitarra de manera que no toquen el mateix.

- Duel Pro (o Pro Face-Off). Ambdós jugadors tenen el mateix nivell de dificultat i són guitarres principals del grup. La puntuació segueix el mateix sistema que en el mode individual.

- Batalla. Es caracteritza pel fet que durant una cançó els jugadors han de provocar que el rival cometi el màxim d'errors possible fins que sigui eliminat. La potència estel·lar és substituïda per potència de batalla (Battle Power), de manera que quan es completa una seqüència d'aquestes notes, s'aconsegueix un atac que pot ser llançat al rival quan es vulgui. Els atacs augmenten la dificultat de la cançó de l'oponent. Si cap jugador ha estat eliminat, abans d'acabar la cançó aparèixer un segment de mort sobtada (Sudden Death) on ambdós jugadors poden atacar de forma indiscriminada fins que un quedi eliminat.

### Mode Pràctica
En el Guitar Hero II es va afegir aquest que permet practicar totes les cançons amb diferents nivells i seleccionar la velocitat de la cançó. En aquest mode, la cançó no s'atura encara que es cometin molts errors.

### Personatges i personalització
Quan es selecciona un mode de joc, el jugador té l'opció d'escollir un dels personatges que disposa el joc. Aquest personatge apareixerà en l'escenari escollit tocant la guitarra i simulant que és el mateix jugador, encara que no té cap efecte sobre la jugabilitat. Hi ha un cert nombre de personatges que estan disponibles de bon començament, però els altres s'han de desbloquejar en la botiga virtual del joc. Molts dels personatges es van repetint en les diferents edicions del joc. La majoria dels personatges són ficticis però inspirats en guitarristes reals. En successives edicions s'han recreat guitarristes reals com Tom Morello, Slash i Bret Michaels en el Guitar Hero III, Ozzy Osbourne i Jimi Hendrix al World Tour, Kurt Cobain al Guitar Hero 5, i Taylor Swift i la banda No Doubt al complet en el Band Hero. Les expansions centrades en una banda presenten tots els membres de les respectives bandes: Aerosmith, Metallica i Van Halen. En el World Tour, a part de nous personatges ficticis, els usuaris poden crear nous personatges a partir de les plantilles que incorpora el joc.
Amb els diners aconseguits en el mode carrera també permeten comprar altres materials a la botiga a part de personatges. En la botiga també hi ha nous estils pels personatges, diferents tipus de guitarra, altres cançons i vídeos d'entrevistes. En les expansions publicades, Guitar Hero: Aerosmith i Guitar Hero: Metallica, els membres del grup esdevenen disponibles en la botiga virtual a mesura que es va superant la carrera. En altres edicions apareixen altres músics famosos que també es poden utilitzar quan es compren: Travis Barker, Ted Nugent, Billy Corgan, Zakk Wylde i Courtney Love. No Doubt i Courtney Love van emprendre accions legals contra Activision per un ús incorrecte del seu personatge en el videojoc, ja que es permetia que els respectius personatges cantessin cançons d'altres artistes i bandes, i consideraven que això no estava especificat en el seu contracte.

## Impacte cultural
L'aparició del Guitar Hero va representar un important impacte esdevenint en un fenomen cultural. Ràpidament es va convertir en un joc de festes molt popular i va aparèixer en molts locals com a alternativa al karaoke. A destacar la curiositat que el llançador de beisbol Joel Zumaya, dels Detroit Tigers, es va lesionar durant una partida al Guitar Hero l'any 2006, fet que va estendre la popularitat de la saga als Estats Units. Segons el "Llibre Guinness dels rècords", cal destacar Chris Chike com el primer posseïdor del record de punts en una sola cançó del Guitar Hero III, record que va superar Daniel Johnson. Tanmateix, Chris Chike va ser la primera persona a completar de forma perfecta la cançó més difícil del joc, "Through the Fire and Flames" de DragonForce.

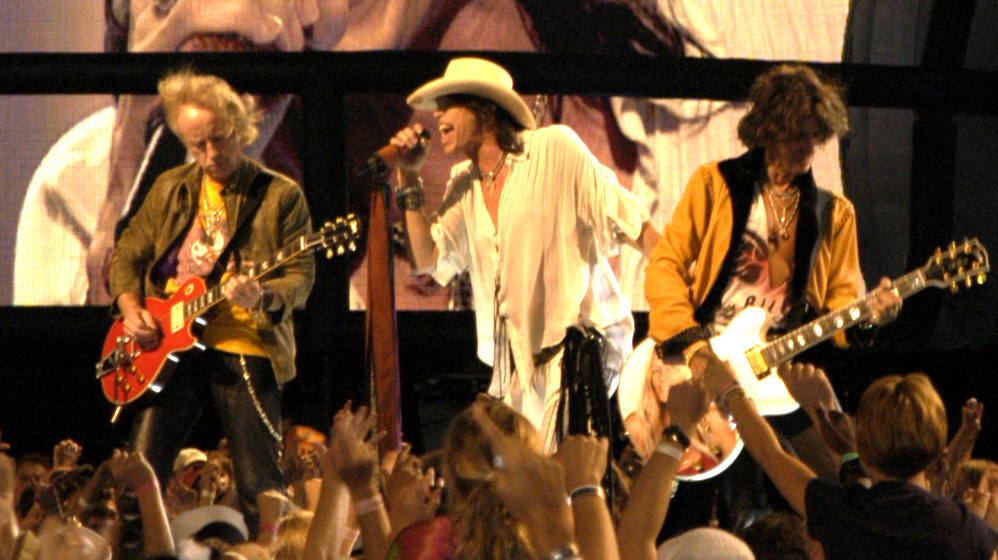
El grup Aerosmith ha aconseguit més beneficis amb el videojoc Guitar Hero: Aerosmith que amb les vendes de qualsevol àlbum.

Els grups que apareixen a la saga Guitar Hero han adquirit molta més popularitat des de la seva inclusió al joc. Per exemple, la banda DragonForce va reconèixer un augment del 126% de vendes del CD que conté la cançó "Through the Fire and Flames" una setmana després del llançament de Guitar Hero III, a més d'unes 2000 descàrregues per internet. Fins i tot, grups ja establerts des de fa temps com Aerosmith va veure incrementar les seves vendes al mateix temps que es va llançar l'expansió que se'ls va dedicar (Guitar Hero: Aerosmith).
Estudis de mercat declaren que tant el Guitar Hero com el Rock Band ja representen nous mètodes de distribució de música, especialment per introduir la música antiga a les noves generacions. Després de l'anunci de la versió dedicada al grup Aerosmith, algunes companyies discogràfiques i alguns grups de música estan negociant amb les empreses desenvolupadores per introduir les seves cançons en futures versions o fins i tot, crear alguna edició dedicada com Aerosmith o Metallica. Altres grups com Led Zeppelin no estan d'acord amb aquesta situació i n'han rebutjat diverses ofertes.
Alguns crítics van advertir que el gran nombre de llançaments que coincidien sobre aquest estil estaven començant a produir una saturació en el mercat. A part de la consolidació de la saga Rock Band, també va afectar la sobreexplotació de la saga per part d'Activision, ja que per exemple, durant l'any 2009 es van publicar cinc títols entre edicions principals, expansions i versions portàtils. La crisi mundial va afectar també la venda de videojocs i es va reduir considerablement el nombre d'unitats venudes. De l'espectacular 1.400 milions de dólars facturats durant l'any 2008 es va passar a només 700 milions durant el 2009 malgrat que el nombre de videojocs llançats fou superior.
La saga ha superat els 25 milions d'unitats venudes arreu del món, suposant uns guanys de 2.000 milions de dòlars estatunidencs. Amb el pas dels anys ha esdevingut la tercera franquícia més important de la història dels videojocs, per darrere de Mario i Madden NFL.

### Cultura popular
Guitar Hero ha tingut nombroses aparicions en la cultura popular. El Guitar Hero II és el tema principal de l'episodi "Guitar Queer-o" de la sèrie d'animació South Park, on els protagonistes Stan i Kyle estan enganxats al joc i al final són tractats com estrelles de rock. També hi apareixen referències en els episodis "Dethvengance" i "Dethkids" de là sèrie d'animació "Metalocalypse". La famosa humorista estatunidenca Ellen DeGeneres ha utilitzat el Guitar Hero diversos cops en monòlegs que realitza en el mateix programa de televisió The Ellen DeGeneres Show.
Pel que fa a la música, apareixen referències de la saga en els videoclips "Touch My Body" de Mariah Carey, "Awakening" de Switchfoot i "Mixed Up S.O.B." de The Presidents of the United States of America. També en el videoclip de "Quan et miro als ulls" del grup català Dept, on apareixen unes noies jugant al Rock Band amb els instruments del Guitar Hero: World Tour.
Per a la promoció del llançament del Guitar Hero World Tour, Activision va realitzar dos anuncis publicitaris, dirigits per Brett Ratner, que parodiaven l'escena que realitza Tom Cruise en la pel·lícula Risky Business i balla la cançó "Old Time Rock and Roll". En el primer apareixien quatre famosos esportistes estatunidencs tocant els quatre instruments: Kobe Bryant, Michael Phelps, Tony Hawk i Alex Rodriguez, mentre que en el segon hi apareixia la top model Heidi Klum. En l'emissió de l'anunci de Heidi Klum hi va haver problemes de censura, ja que la model es treia la camisa i acabava en roba interior, de manera que es va filmar una nova versió sense l'striptease. En les seqüeles posteriors es van realitzer noves paròdies amb diversos personatges famosos com l'actor Corbin Bleu o els entrenadors de bàsquet Bob Knight, Mike Krzyzewski, Roy Williams i Rick Pitino.